# Kryptobaatar
Kryptobaatar ("eroe nascosto" dal greco: κρυπτός (kriptòs), "nascosto," e la parola Mongola: baatar, "eroe" o "atleta") e conosciuto anche come Gobiaatar, Gobibaatar ("eroe di Gobi") o Tugrigbaatar è un genere di mammiferi estinti databile al tardo Cretaceo e scoperto in Asia Centrale. Era un membro dell'ordine dei Multituberculata entro il sottordinedei Cimolodonta, collocato nella famigliaDjadochtatheriidae. Convisse con i dinosauri prima dell'estinzione di massa del Cretaceo.

## Sistematica
- Kryptobaatar dashzevegi (Kielan-Jaworowska, 1970). I Resti furono scoperti nelle formazioni rocciose Djadokhta, nelle regioni Ukhaa Tolgod e Tögrög Shiree, in Mongolia, e risalenti al primo Campaniano o Cretaceo superiore. Il suo cranio ha una lunghezza di circa 3 cm. Gli incisivi appaiono sorprendentemente affilati e non del tutto simili a quelli di un comune vegetariano.
- Kryptobaatar gobiensis, noto anche come Gobibaatar parvus (Kielan-Jaworowska, 1970), del tardo Cretaceo, i cui resti furono rinvenuti nel Deserto del Gobi, in Mongolia.
- Kryptobaatar mandahuensis Smith, Guo & Sun , 2001. Fossili ritrovati negli strati geologici del Campaniano (tardo Cretaceo) delle formazioni Bayan Mandahu, Mongolia centrale, Cina. I campioni sono rappresentati da alcuni scheletri ben conservati. Questa ubicazionerisale pressappoco alla stessa era geologica della formazione  Djadokhta  in Mongolia.
- Kryptobaatar saichanensis (Kielan-Jaworowska & Dashzeveg, 1978), conosciuto anche come Tugrigbaatar saichanensis (Kielan-Jaworowska & Dashzeveg, 1978) del tardo Cretaceo della Mongolia.

## Tassonomia
- Superfamiglia Djadochtatherioidea Kielan-Jaworowska & Hurum, 1997 sensu Kielan-Jaworowska & Hurum, 2001[Djadochtatheria Kielan-Jaworowska & Hurum, 1997]
  -     -       - Genere? †BulganbaatarKielan-Jaworowska, 1974
        - Specie? †B. nemegtbaataroides Kielan-Jaworowska, 1974

      - Genere? †Chulsanbaatar Kielan-Jaworowska, 1974
        - Specie? †C. vulgaris Kielan-Jaworowska, 1974 Chulsanbaataridae Kielan-Jaworowska, 1974

      - Genere †Nemegtbaatar Kielan-Jaworowska, 1974
        - Specie? †N. gobiensis Kielan-Jaworowska, 1974

  - Famiglia Sloanbaataridae Kielan-Jaworowska, 1974
    -       - Genere †Kamptobaatar Kielan-Jaworowska, 1970
        - Specie? †K. kuczynskii Kielan-Jaworowska, 1970

      - Genere †Nessovbaatar Kielan-Jaworowska & Hurum, 1997
        - Specie †N. multicostatus Kielan-Jaworowska & Hurum, 1997

      - Genere †Sloanbaatar Kielan-Jaworowska, 1974
        - Specie †S. mirabilis Kielan-Jaworowska, 1974 [Sloanbaatarinae]

  - Famiglia Djadochtatheriidae Kielan-Jaworowska $ Hurum, 1997
    -       - Genere †DjadochtatheriumSimpson, 1925
        - Specie †D. matthewi Simpson, 1925 [Catopsalis matthewi Simpson, 1925]

      - Genere †Catopsbaatar Kielan-Jaworowska, 1974
        - Specie †C. catopsaloides (Kielan-Jaworowska, 1974) Kielan-Jaworowska, 1994 [Djadochtatherium catopsaloides Kielan-Jaworowska, 1974 ; Catopsalis catopsaloides (Kielan-Jaworowska, 1974)  Kielan-Jaworowska & Sloan, 1979]

      - Genere †Tombaatar Kielan-Jaworowska, 1974
        - Specie †T. sabuli Rougier, Novacek & Dashzeveg, 1997

      - Genere †Kryptobaatar Kielan-Jaworowska, 1970 [Gobibaatar  Kielan-Jaworowska, 1970 , Tugrigbaatar  Kielan-Jaworowska  & Dashzeveg, 1978]
        - Specie †K. saichanensis Kielan-Jaworowska  & Dashzeveg, 1978 [Tugrigbaatar saichaenensis Kielan-Jaworowska  & Dashzeveg, 1978??]
        - Specie †K. dashzevegi Kielan-Jaworowska, 1970
        - Specie †K. mandahuensis Smith, Guo & Sun, 2001
        - Specie †K. gobiensis Kielan-Jaworowska, 1970  [Gobibaatar parvus Kielan-Jaworowska, 1970]